# Sewing-Machine Needles
Die Sewing-Machine Needles (englisch für Nähmaschinennadeln, in Chile [sic!] Rocas Mohai) sind drei bis zu 45 m hohe Klippenfelsen im Archipel der Südlichen Shetlandinseln. Sie liegen südöstlich des Rancho Point von Deception Island.
Walfänger verliehen dem ursprünglichen Felsentor im 19. Jahrhundert den Namen Sewing-Machine Rock (englisch für Nähmaschinenfelsen). Nachdem dieses Felsentor infolge eines Erdbebens im Jahr 1924 eingestürzt war, passte 1957 das UK Antarctic Place-Names Committee diese Benennung an. Chilenische Wissenschaftler benannten sie deskriptiv nach den Moai, den kolossalen Steinstatuen auf der Osterinsel.